# Kalimanggis (Subah)
Kalimanggis is een bestuurslaag in het regentschap Batang van de provincie Midden-Java, Indonesië. Kalimanggis telt 1832 inwoners (volkstelling 2010).